# Abuta splendida
Abuta splendida är en tvåhjärtbladig växtart som beskrevs av Krukoff och Moldenke. Abuta splendida ingår i släktet Abuta och familjen Menispermaceae. Inga underarter finns listade i Catalogue of Life.